# Europhora
Europhora is een geslacht van halfvleugeligen uit de familie Aphrophoridae. De wetenschappelijke naam van dit geslacht is voor het eerst geldig gepubliceerd in 1942 door Matsumura.

## Soorten
Het geslacht Europhora omvat de volgende soorten:
- Eulepyroniella apicata (Schmidt, 1924)
- Eulepyroniella camerunensis (Schmidt, 1924)
- Eulepyroniella fasciata (Distant, 1908)